# Red Hill (Carolina del Sud)
Red Hill és una concentració de població designada pel cens dels Estats Units a l'estat de Carolina del Sud. Segons el cens del 2000 tenia 10.509 habitants.

## Demografia
Segons el cens del 2000, Red Hill tenia 10.509 habitants, 4.189 habitatges i 3.066 famílies. La densitat de població era de 371,2 habitants/km².
Dels 4.189 habitatges en un 31,3% hi vivien nens de menys de 18 anys, en un 58,1% hi vivien parelles casades, en un 11,4% dones solteres, i en un 26,8% no eren unitats familiars. En el 19,4% dels habitatges hi vivien persones soles el 6,4% de les quals corresponia a persones de 65 anys o més que vivien soles. El nombre mitjà de persones vivint en cada habitatge era de 2,5 i el nombre mitjà de persones que vivien en cada família era de 2,83.
Per edats la població es repartia de la següent manera: un 23,5% tenia menys de 18 anys, un 9,2% entre 18 i 24, un 29,3% entre 25 i 44, un 23,1% de 45 a 60 i un 14,7% 65 anys o més.
L'edat mediana era de 37 anys. Per cada 100 dones de 18 o més anys hi havia 92,5 homes.
La renda mediana per habitatge era de 37.736$ i la renda mediana per família de 44.085$. Els homes tenien una renda mediana de 30.123$ mentre que les dones 21.750$. La renda per capita de la població era de 20.036$. Entorn del 8,2% de les famílies i el 12% de la població estaven per davall del llindar de pobresa.

## Poblacions més properes
El següent diagrama mostra les poblacions més properes.